# Spadochron osobowy
Spadochron osobowy – spadochron używany do transportu ludzi z powietrza ze środków transportu powietrznego na ziemię.
Do spadochronów osobowych zalicza się:
- spadochrony desantowe
- spadochrony lotnicze
- spadochrony sportowe
- spadochrony treningowe
- spadochrony szkolno-treningowe
- spadochrony zapasowe.

Spadochrony osobowe
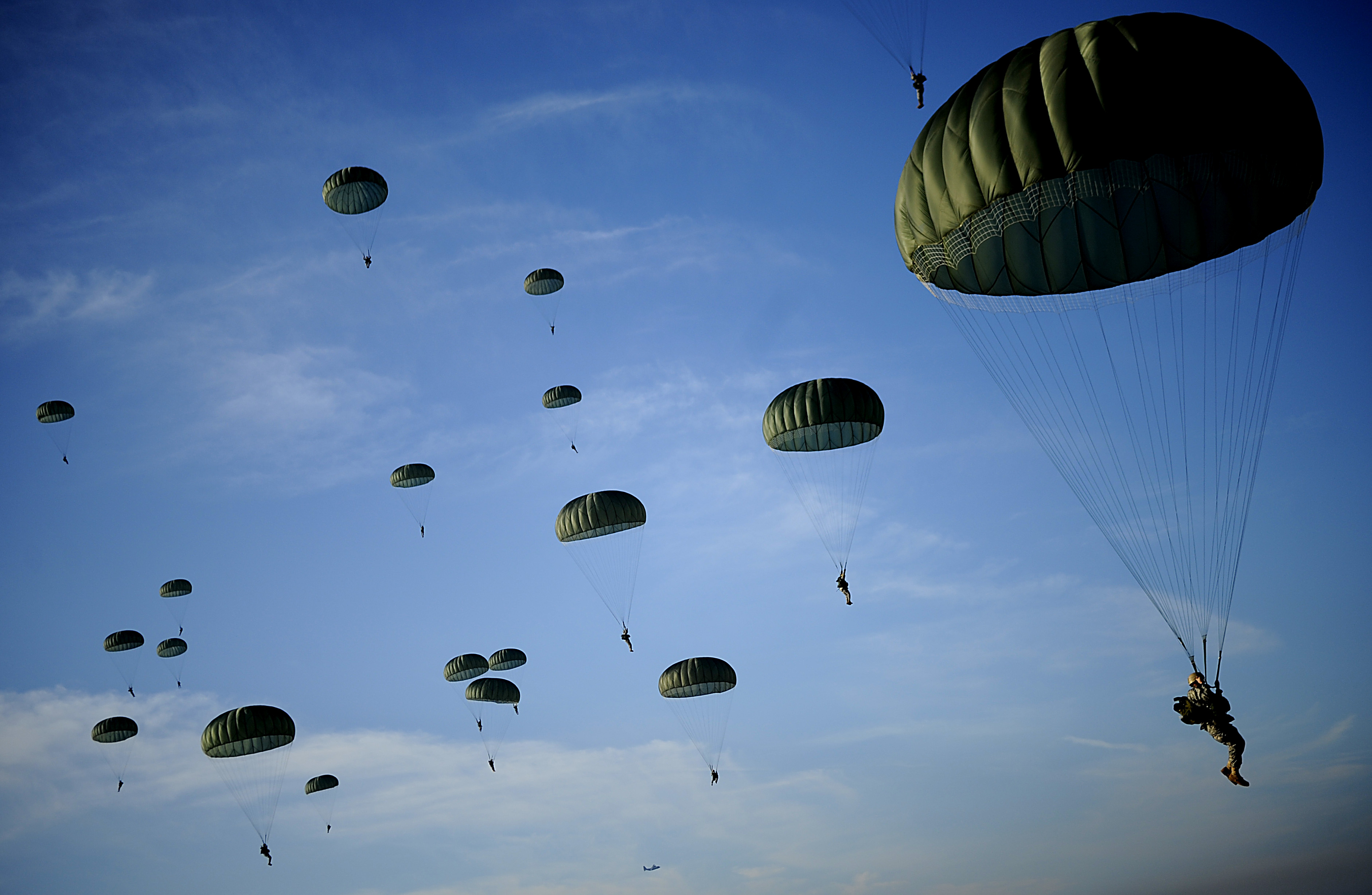
Spadochron desantowy
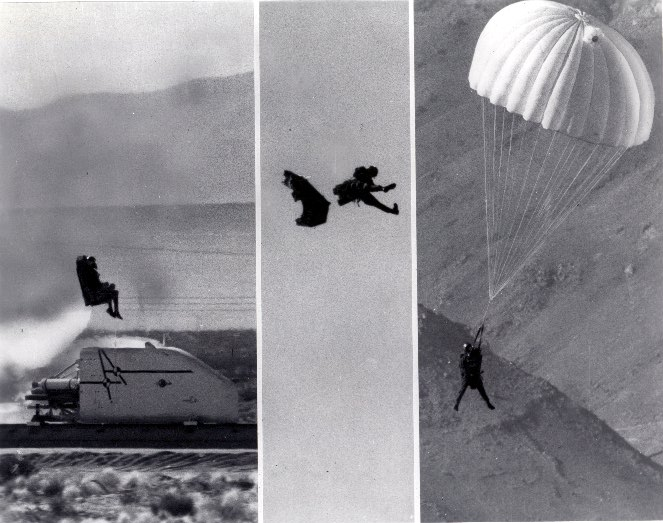
Spadochron lotniczy
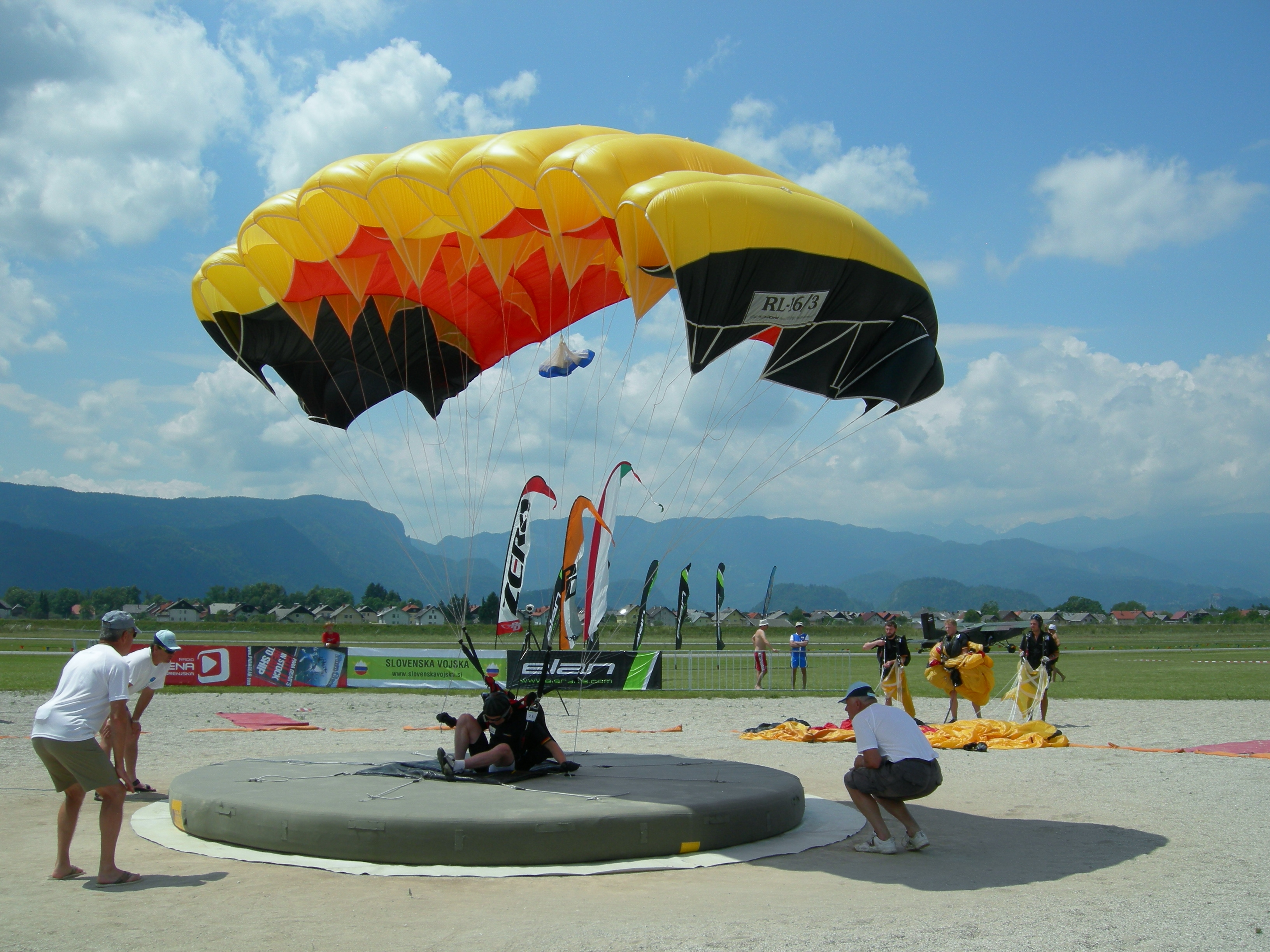
Spadochron sportowy
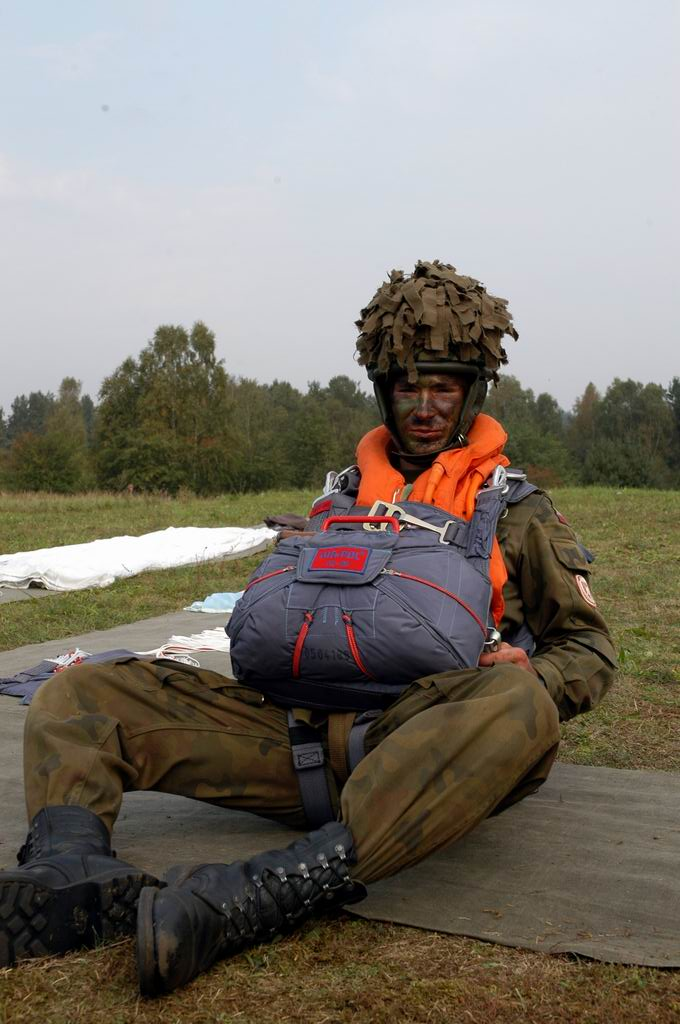
Spadochron zapasowy